# Lindingaspis picea
Lindingaspis picea är en insektsart som först beskrevs av Malenotti 1916.  Lindingaspis picea ingår i släktet Lindingaspis och familjen pansarsköldlöss. Inga underarter finns listade i Catalogue of Life.